# خودروی ایمن

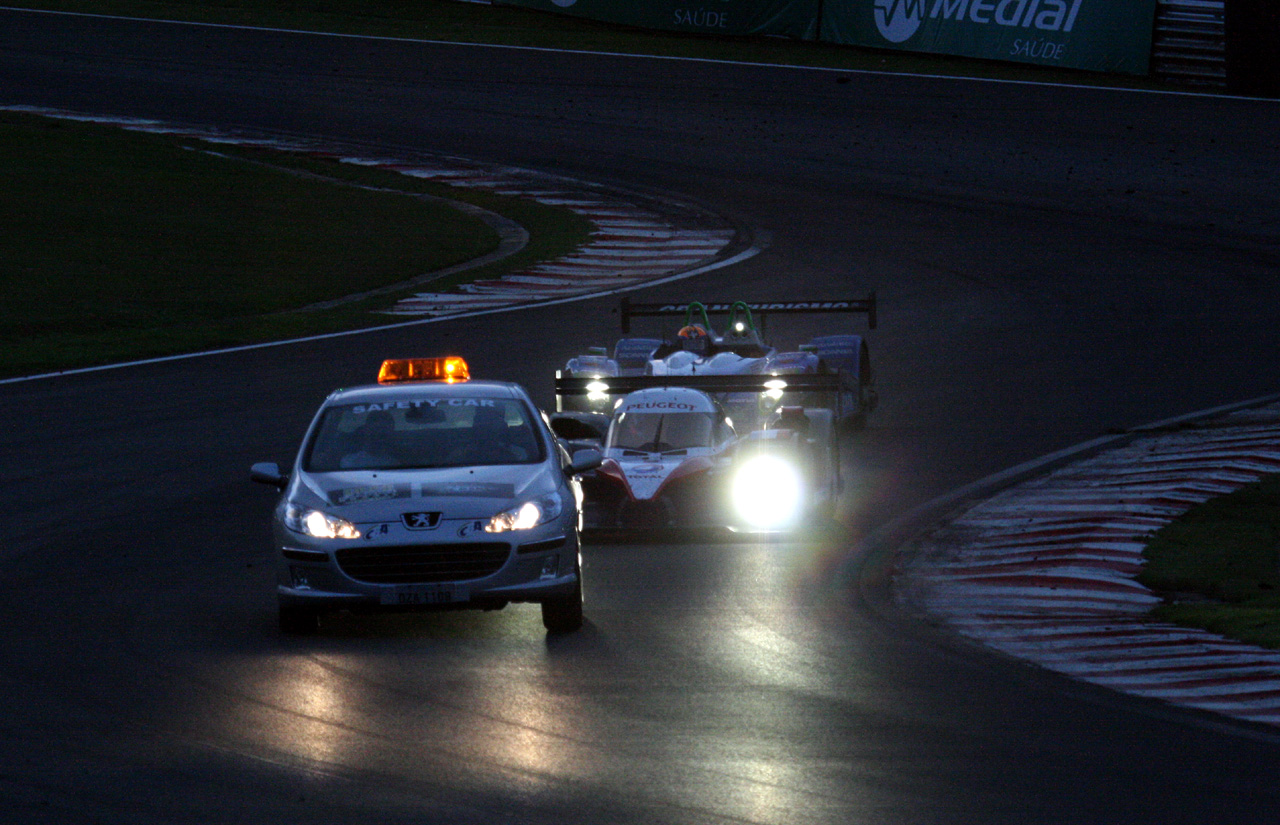
پژو ۴۰۷ در نقش خودروی ایمنی در مسابقات فرمول یک ۲۰۰۷ برزیل.

خودرو ایمن یا خودرو آهسته‌رو (به انگلیسی: Safety car) به وسیله نقلیه ای گفته می‌شود که محدود کنندهٔ سرعت خودرو‌های در حال رقابت در موقعیت‌هایی همچون دوره احتیاط یا هنگام مسدود شدن راه است. در طول دوره احتیاط خودرو ایمن وارد مسیر شده و جلو صف مانند یک رهبر حرکت می‌کند. شرکت کنندگان اجازه ندارند در هنگام دوره احتیاط از خودرو ایمن یا از یکدیگر سبقت بگیرند، خودرو ایمن با سرعت از پیش تعیین شدهٔ مطمئنی حرکت می‌کند که این سرعت با توجه به مسیر و پیست مسابقه متفاوت است. در پایان دوره احتیاط خودرو ایمن از مسیر خارج شده و سایر خودروهای می‌توانند به رقابت بازگردند. البته نحوه استارت در سری‌ها متفاوت است.

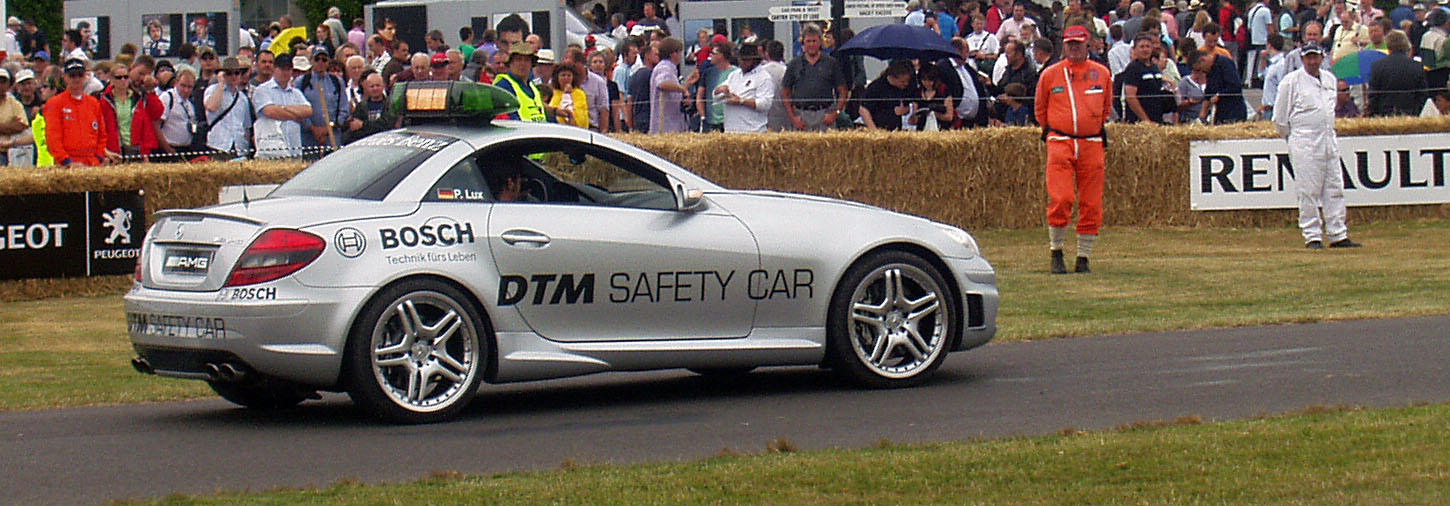
مرسدس بنز - اِس‌ال‌کی خودرو ایمنی در تور قهرمانی آلمان (دی‌تی‌اِم) در فستیوال سرعت گودوود

## فرمول یک
در فرمول یک یا سایر مسابقات اتومبیل رانی اگر تصادف یا بارش شدید باران اتفاق افتاده باشد به‌طوری‌که مسابقه را از حالت ایمن خارج کند مدیر پیست یا منشی پیست به پرچمدارها اطلاع می‌دهد که پرچم‌های زرد و تابلوهای اِس‌سی را نشان دهند تا به شرکت کنندگان ورود خودرو ایمن به پیست را اعلام کنند. از سال ۲۰۰۷، همهٔ خودروهای فرمول یک موظف به نصب لامپ‌های مخصوصی رو فرمان اتومبیل شدند که نشان دهنده رنگ پرچم در پیست است. روشن شدن چراغ زرد استقرار خودرو ایمن در پیست مسابقه را هشدار می‌دهد.

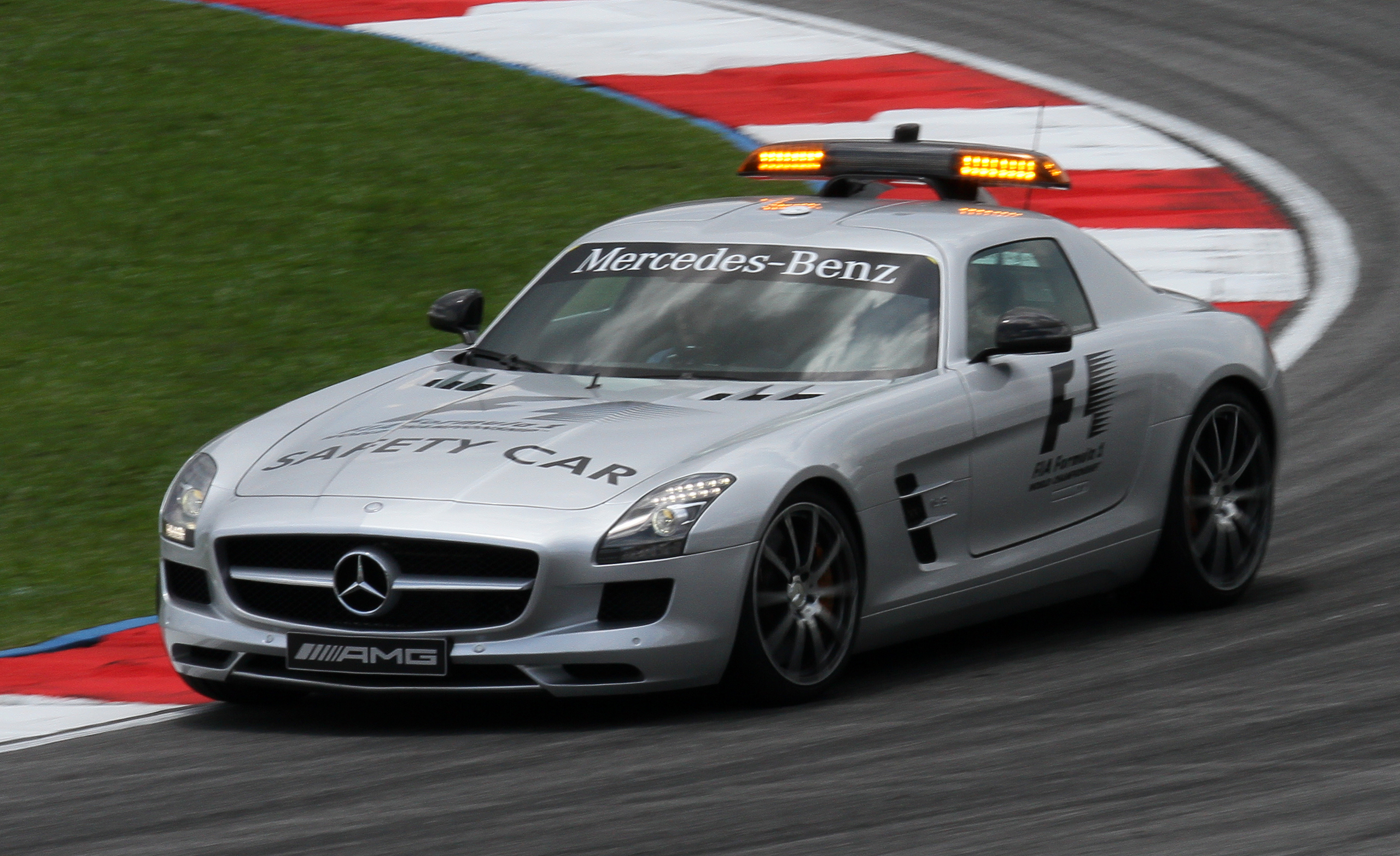
مرسدس بنز مدل مرسدس آام‌جی به عنوان خودرو ایمن در مسابقات قهرمانی فرمول یک

در فرمول یک برای خودرو ایمنی، چراغ‌های هشدار دهنده در دو رنگ سبز و زرد را بر روی سقف به شکل نواری از لامپ نصب می‌کنند. رنگ سبز چراغ به راننده اجازهٔ سبقت‌گیری از خودرو ایمن را می‌دهد. هنگامی که خودرویی قصد دوباره پیوستن به مسیر مسابقه را دارد باید سرعت خود را به گونه‌ای تنظیم کند که در انتهای صف اتومبیل‌های پشت سر خودرو ایمن قرار گیرد. در شروع مجدد نیز وقتی ماشین ایمنی دور این لپ را طی می‌کند چراغ‌هایش خاموش شده و بعد از به پیت رفتن فرد اول تا قبل از خط استارت مسابقه را مجدد شروع می‌کند. تا وقتی نفر اول از خط شروع و پایان نگذشته، امکان سبقت‌گیری وجود ندارد و ماشین‌هایی که این کار را انجام می‌دهند، جریمه‌های سنگین متحمل می‌شوند.